# Ballerinaklänning

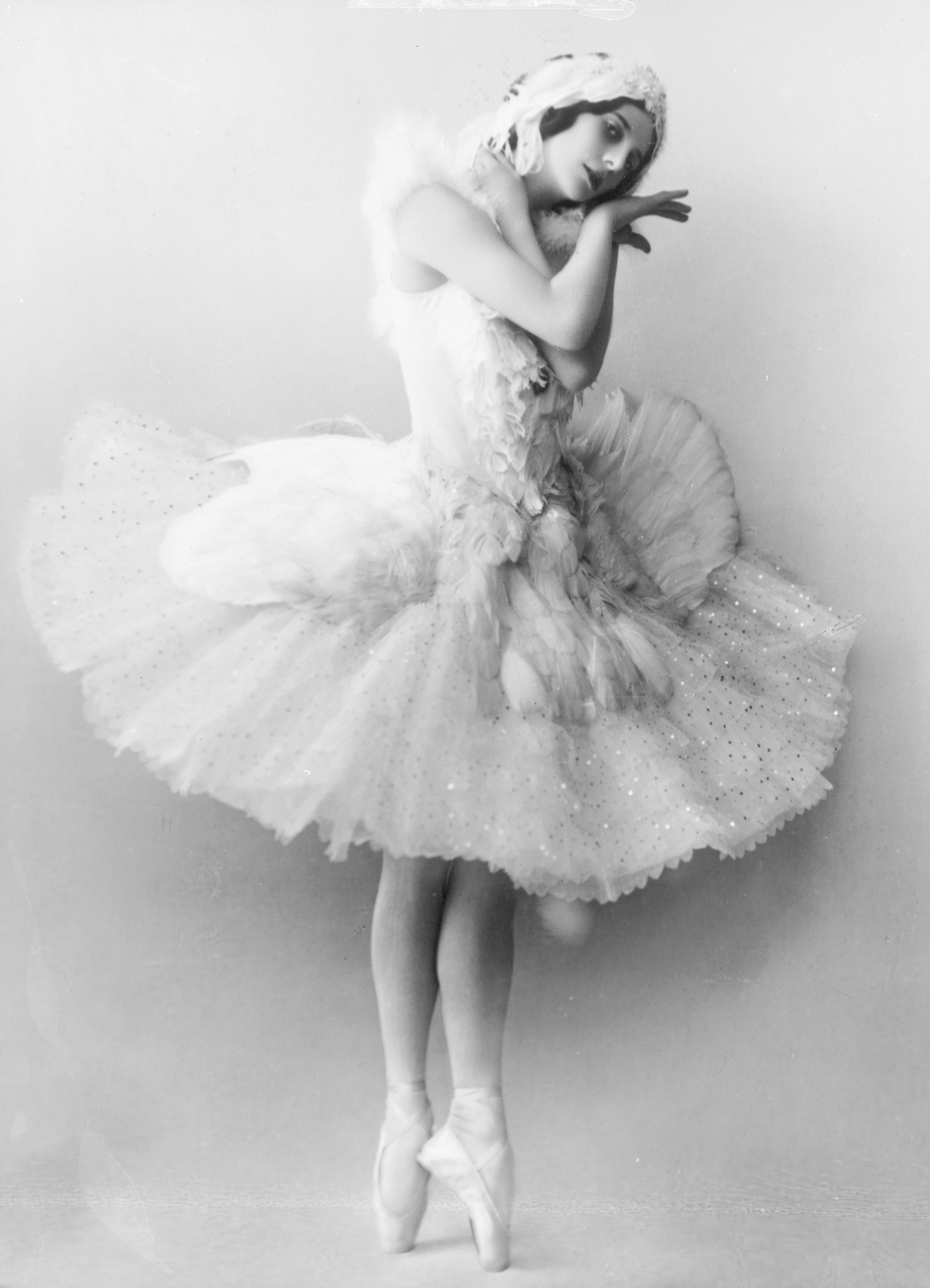
Anna Pavlova i ballerinaklänning.

Ballerinaklänning är en typ av klänning som karakteriseras av kjortelns generösa vidd, vilken åstadkoms genom flera lager av stärkta underklänningar eller en krinolin.